# Салахутдинов, Руслан Рамильевич
Русла́н Рами́льевич Салахутди́нов (род. 1 апреля 1996, Северск, Томская область) — российский футболист, полузащитник и нападающий.

## Карьера
Воспитанник северского футбола.
С 2013 года выступал в дубле «Томи». В 2014 году был заявлен за фарм-клуб «Томь-2». В сезоне 2016/17, после выхода клуба в Премьер-лигу, был заявлен за молодёжный состав «Томи», однако зимой был переведён в основной состав команды после того, как из-за финансовых проблем клуб покинуло большое количество футболистов. Дебют в Премьер-лиге состоялся 27 апреля 2017 года в матче против махачкалинского «Анжи»: Салахутдинов вышел на поле на 87 минуте, заменив Никиту Гвинейского. Первый гол за основной состав томской команды забил 14 мая 2017 года в матче с грозненским «Тереком». Этот гол футболист посвятил своему племяннику. 23 июня 2017 года футболист продлил контракт с томским клубом на 2 года
До конца сезона 2017/18 был отдан в аренду в футбольный клуб «Чайка (Песчанокопское)».. Но арендное соглашение было расторгнуто уже через месяц. 22 февраля стало известно, что контракт был расторгнут и с томским клубом.
20 февраля 2019 года стал игроком клуба «Крымтеплица», выступающим в Премьер Лиге КФС.

## Клубная статистика
| Выступление      | Выступление      | Выступление      | Лига | Лига | Кубки | Кубки | Еврокубки | Еврокубки | Прочие | Прочие | Итого | Итого |
| Клуб             | Лига             | Сезон            | Игры | Голы | Игры  | Голы  | Игры      | Голы      | Игры   | Голы   | Игры  | Голы  |
| ---------------- | ---------------- | ---------------- | ---- | ---- | ----- | ----- | --------- | --------- | ------ | ------ | ----- | ----- |
| Томь-2           | ПФЛ              | 2014/15          | 23   | 2    | 0     | 0     | 0         | 0         | 0      | 0      | 23    | 2     |
| Томь-2           | ПФЛ              | 2015/16          | 18   | 0    | 0     | 0     | 0         | 0         | 0      | 0      | 18    | 0     |
| Томь-2           | Итого            | Итого            | 41   | 2    | 0     | 0     | 0         | 0         | 0      | 0      | 41    | 2     |
| Томь             | Премьер-лига     | 2016/17          | 6    | 1    | 0     | 0     | 0         | 0         | 0      | 0      | 6     | 1     |
| Томь             | ФНЛ              | 2017/18          | 7    | 0    | 1     | 1     | 0         | 0         | 0      | 0      | 8     | 1     |
| Томь             | Итого            | Итого            | 13   | 1    | 1     | 1     | 0         | 0         | 0      | 0      | 14    | 2     |
| Крымтеплица      | Премьер-лига     | 2018/19          | 4    | 0    | 0     | 0     | 0         | 0         | 0      | 0      | 4     | 0     |
| Крымтеплица      | Итого            | Итого            | 4    | 0    | 0     | 0     | 0         | 0         | 0      | 0      | 4     | 0     |
| Всего за карьеру | Всего за карьеру | Всего за карьеру | 58   | 3    | 1     | 1     | 0         | 0         | 0      | 0      | 59    | 4     |